# Rychta (území)
Rychta (rychtářství) je menší správní a hospodářská územní jednotka rozsáhlejšího panství. V čele rychty, která obvykle zahrnovala několik vesnic, stál rychtář. Během vývoje panství, (např. při jeho rozšíření či založení nových vesnic), se rozdělení na jednotlivé rychty měnilo. 
Také území obývané Králováky, kteří měli od krále řadu privilegií, bylo rozděleno do  osmi rychet s volitelným rychtářem. Barva stuhy na králováckém klobouku ukazovala příslušnost jeho nositele k určité rychtě.
Rozdělení panských velkostatků na rychty zaniklo po roce 1848. Podle zatímního zákona obecního ze 17. března 1849 byla obec a její jmění spravováno již nikoliv rychtářem a konšely, nýbrž jejím zastupitelstvem. Zastupitelstvo, (obecní starosta či představený, radní a výbory), bylo svobodně voleno občany obce.  Základem pro rozdělení na jednotlivé obce se staly jednotky územního katastru podle Josefínského katastru z  roku 1789. Zákon z 5. března 1862 zavedl definitivní obecní zřízení, které podrobně vypracoval zemský sněm. Podle něho obvod obce tvořilo nejen území vsi, ale bylo k němu připojeno i území velkostatku bývalé vrchnosti.